# Цанхак
Цанхак (также Голое) — озеро в России, в Ремонтненском районе Ростовской области. Расположено в пределах Кумо-Манычской впадины. Относится к бассейну реки Маныч.
Площадь поверхности озера составляет 9,4 км², водосборная площадь — 44,9 км². На современных картах обозначается как солончак Цаган-Хак.
Климат в районе расположения озера: умеренный континентальный. Зима преимущественно облачная, умеренно холодная, относительно многоснежная. Лето тёплое, малооблачное. Для Приманычья характерно устойчивое проявление не только засушливого, но и суховейно-засушливого типа погоды. Средняя температура воздуха весной составляет +7-9 °C, летом +21-24 °C, осенью +7-11 °C, зимой −8-9 °C. Среднегодовая температура около +8-9 °C. Количество осадков колеблется от 300 до 400 мм. Преобладают ветра восточные, юго-восточные, реже западные. Почвы — светло-каштановые солонцеватые и солончаковые и солонцы (автоморфные). Большая часть озера расположена в границах Ростовского заповедника (участок «Цаган-Хак»)